# Little Churchill River
Der Little Churchill River ist ein rechter Nebenfluss des Churchill River in der Division No. 23 im Nordosten der kanadischen Provinz Manitoba.
Der Fluss fließt vom See Waskaiowaka Lake in überwiegend nordöstlicher Richtung durch den Kanadischen Schild zum Churchill River. An der Stelle, an welcher der Fluss den See entwässert, liegt das Little Churchill River/Dunlop's Fly In Lodge Aerodrome. Der Little Churchill River verlässt den Waskaiowaka Lake an dessen Nordostende, durchfließt den benachbarten  Hale Lake und setzt seinen Lauf nach Osten fort. Er wendet sich später nach Nordosten und fließt am Pasketawakamaw Lake vorbei, dessen Wasser er rechtsseitig aufnimmt und  durchfließt später den Recluse Lake. Er fließt nun hauptsächlich nach Norden und trifft schließlich auf den Unterlauf des Churchill River. Der Little Churchill River hat eine Länge von etwa 150 km. 
Der Fluss wird für Kanutouren ausgewählt, welche vom Waskaiowaka Lake zur Mündung des Little Churchill River und weiter auf dem Churchill River nach Churchill führen und knapp 2 Wochen in Anspruch nehmen.  